# Малайско-полинезийские языки

Калимантанско-филиппинское объединение
Сулавесийские языки
Центрально-малайско-полинезийские языки
Южнохальмахерско-западноновогвинейские языки
Океанийские языки

Малайско-полинезийские языки — подсемья в составе австронезийских языков. В составе данной семьи обычно противопоставляется тайваньским языкам. Насчитывает около 351 миллиона носителей. Языки данной подсемьи распространены на огромной территории островов Юго-Восточной Азии и Тихого Океана, в меньшей степени — в континентальной Азии. Наиболее удалённым от исторической родины является малагасийский язык на Мадагаскаре у восточного побережья Африки.
Характерной чертой малайско-полинезийских языков является редупликация (повторение всего слова или его части — напр., вики-вики) для выражения множественного числа. Как и прочие австронезийские языки, данная группа отличается простой фонологией, небольшим количеством устойчивых фонем (без фонетических чередований). В большинстве малайско-полинезийских языков не допускаются стечения нескольких согласных, например, str или mpt. Набор гласных также обычно невелик.

## Классификация
Малайско-полинезийские языки имеют ряд общих фонологических и лексических инноваций, характерных также для восточных тайваньских языков, в частности, превращение прото-австронезийских *t, *C в /t/ и *n, *N в /n/, сдвиг *S в /h/, а также появление в словаре таких лексем, как *lima «пять», не засвидетельствованных в прочих тайваньских языках.
В течение почти века лингвисты делили малайско-полинезийские языки на западные («гесперонезийские») и центрально-восточные. Западная ветвь оказалась географическим, а не генетическим объединением; единственной общей чертой данных языков является то, что они не входят в центрально-восточную ветвь. В 2008 г. классификация была пересмотрена и приняла следующий вид:
Сулу-филиппинские языки, внешние западные малайско-полинезийские языки, или внешние гесперонезийские языки
Данные языки насчитывают около 130 млн носителей и включают тагальский, себуанский, илоканский, хилигайнон, бикольский, капампанганский и варай-варай языки.
Индо-меланезийские языки
языки Калимантана (Борнео), в т. ч., малагасийский язык
Ядерные малайско-полинезийские языки
Сундско-сулавесийские языки, внутренние западные малайско-полинезийские языки, или внутренние гесперонезийские языки
на данных языках говорят около 230 млн носителей. Они включают индонезийский, малайский, сунданский, яванский, ачехский, чамские языки, чаморро, палау и прочие.
Центрально-восточные малайско-полинезийские языки
Среди них: кирибати (гильбертский), науру, гавайский, маори, самоанский, таитянский, тонганский, тувалу, киаи и многие другие.